# Warren Publishing
Warren Publishing va ser una editorial nord-americana fundada per James Warren, que va publicar les seves primeres revistes el 1957 i va continuar en el negoci fins a principis dels anys 1980. Entre les seves revistes destaquen After Hours o Help!, però sobretot les dedicades al gènere de terror: Famous Monsters of Filmland, Creepy (1964), Eerie (1966) i Vampirella (1969). En el seu moment de major auge, Creepy, la més reeixida de totes elles, "tirava tres milions d'exemplars, que anaven no només al mercat nord-americà, també a Canadà i Anglaterra". Localitzada inicialment a Filadèlfia (Pennsilvània), es va traslladar el 1965 a New York City. Encara va editar revistes d'altres gèneres, com "The Spirit" i "Comix International", ambdues el 1974, i "1984", el 1978.

## Antecedents
Durant els anys cinquanta s'havia produït una gran expansió temàtica dels comic books als Estats Units, triomfant els de ciència-ficció, crims, funny animals, terror, romanç i westerns en detriment dels superherois, destacant sobretot els publicats per l'empresa EC Còmics, dirigida des de 1947 per Wiliam Gaines. L'arribada de la televisió i l'espectacularitat més gran del cinema, a més dels atacs a aquests còmics per part del psiquiatre Fredric Wertham i d'un Subcomitè del Senat per a la Recerca de la Delinqüència Juvenil que sostenien que corrompien a la infància van provocar caigudes generalitzades de vendes i la creació per part de les editorials supervivents de The Comics Magazine Association of America, que va instituir el Comics Code Authority (en la pràctica una forma d'autocensura) que prohibia l'exhibició d'imatges macabres, violentes o qualsevol insinuació eròtica, acabant així amb els còmics de terror i de crims.

## Inicis
A la fi dels cinquanta James Warren, un editor d'origen jueu, va decidir no sotmetre a aquestes restriccions. Primer va voler publicar una revista il·lustrada amb fotografies sobre cinema de terror a l'estil de la francesa Cinema 57, aprofitant l'estirada del gènere gràcies a les sèries de televisió, les pel·lícules de la Universal de Hollywood i l'Hammer anglesa. Així crea al costat de Forrest J. Ackerman Famous Monsters of Filmland el 1958. A continuació va crear Monster World, ja amb historietes i a la fi Creepy dedicada enterament al còmic i vaixell insígnia del seu grup editorial. A continuació seguirien altres també dedicades al gènere de terror, com Eerie i Vampirella entre d'altres. En elles van col·laborar autors nord-americans tan destacats com Neal Adams, Richard Corben, Reed Crandall, Steve Ditko, Frank Frazzeta, Tom Sutton, Alex Toth, A l'Williamson, Wallace Wood o Bernie Wrightson. Com explica Josep Maria Beà.
| «                                                                | Els plantejaments de Warren provenien de l'EC: 8 pàgines, plantejament, nus i desenllaç impactant. De fet, et demanaven que la vinyeta impactant estigués a la pàgina de l'esquerra, perquè així sorprenguessin més al lector en passar full. Era un marc estricte de què volia sortir-me una mica, però Warren opinava que els lectors demanaven l'ensurt final; s'havien educat amb aquesta fórmula. | » |
| — Josep María Beà, Mondo Brutto núm. 39, maig 2008, pp. 85 a 86. | |   |

## El desembarcament a l'estat espanyol
En 1970 Jim Warren es va entrevistar amb Josep Toutain, qui havia viatjat amb una carpeta plena d'originals a Nova York per buscar nous mercats i gèneres per als artistes de Seleccions Il·lustrades, que fins llavors havien treballat principalment per al mercat britànic. Jim Warren va quedar tan impressionat per la relació qualitat/preu dels dibuixos que es dirigiria a Barcelona per reunir-se amb Toutain i contractar a diversos dibuixants. En realitat Carles Prunés ja havia publicat en el núm. 30 de Creepy 18 mesos abans però no ho va fer a través de Seleccions.
Després d'una primera fornada d'artistes espanyols amb resultats satisfactoris però desiguals, Seleccions Il·lustrades va promocionar un nou grup provinent de l'estudi valencià de Luis Bermejo que va suplantar a molts dels anteriors formant la columna vertebral de l'editorial durant la resta de la dècada. Des de 1972 a 1974 els artistes de S.I van dibuixar el 80 % dels continguts així com la majoria de les portades.
El «desembarcament» espanyol va arribar en un moment delicat per a l'empresa, just quan el seu principal guionista Archie Goodwin havia abandonat la companyia per dedicar-se a fer còmics de superherois. El va substituir Bill DuBay amb un estil més lleuger. Algun dibuixant espanyol, com és el cas de Josep María Beà, es va aventurar a il·lustrar els seus propis guions a partir de "The Picture of Death", tot un homenatge al Bosco, en el número 45 de Creepy (1972). Un any després, va rebrà fins i tot el premi Warren al millor guió de l'any per "The Accursed Flowers", que es basa en una llegenda tradicional del municipi tarragoní d'Altafulla. Ho va fer, a més, acompanyat per Sanjulián, Víctor de la Fuente i Luis García els qui van obtenir els guardons a la millor portada (Creepy Núm. 51), historieta ("I am Dead, Egypt, Dead" en Eerie Núm. 35) i dibuix ("The Men Who Called Him Monster" en Creepy núm. 43), respectivament.

## Desaparició
Després de declarar-se en fallida el 1983, el seu editor es va apropiar dels originals, venent-los al millor postor.